# Mariana Ximenes
Mariana Ximenes do Prado Nuzzi, conocida como Mariana Ximenes (São Paulo, 26 de abril de 1981), es una actriz y productora brasileña.
Ha protagonizado algunas telenovelas de TV Globo, conocida internacionalmente por su papel de "Ana Francisca o Aninha" en Chocolate con pimienta en 2003; "Raíssa" en "América" en 2005, "Bel" en Cobras & Lagartos en 2006 y Lara en "La Favorita" en 2008. También ha destacado en la telenovela Passione, en el papel antagónico de Clara.
Ha aparecido en películas, como  El Invasor en 2002, El Hombre del Año en 2003, Gaijin - Amame Como Soy, en 2005, La Maquina en 2006 y muchos más.

## Biografía
Interpretó el papel de Cenicienta en su escuela a los seis años de edad, quedando encantada por la profesión. Anunció a su familia que deseaba ser actriz y fue obligada por ella a leer toda la colección de Monteiro Lobato.
Estudió en el Colégio Marista Arquidiocesano de São Paulo durante 8 años. Y debutó en televisión en 1998, en la telenovela "Fascinação", de SBT.
Sabe alemán, estuvo casada por ocho años con Pedro Buarque de Hollanda.

## Filmografía

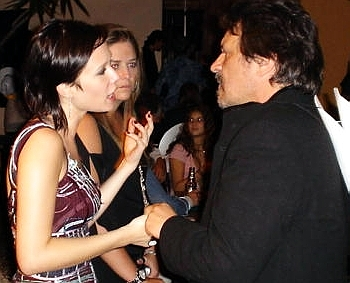
Mariana Ximenes conversa con Luís Melo en la fiesta de lanzamiento de la novela América, en enero de 2005.

### Televisión
| Año  | Título                         | Personaje                                     |
| ---- | ------------------------------ | --------------------------------------------- |
| 1998 | Fascinação                     | Emília Gouveia                                |
| 1999 | Andando nas Nuvens             | Celi Montana                                  |
| 2000 | Uga-Uga                        | Bionda Cristina Arruda Prado                  |
| 2001 | A Padroeira                    | Izabel de Avelar                              |
| 2003 | La casa de las siete mujeres   | Rosário Gonçalves da Silva Ferreira           |
| 2003 | Chocolate con pimienta         | Ana Francisca Mariano da Silva (Aninha)       |
| 2005 | América                        | Raíssa Pamplona Lopes Prado                   |
| 2006 | JK                             | Lílian Gonçalves Lima                         |
| 2006 | Cobras & Lagartos              | Maria Isabel Gonçalves Pasquim (Bel)          |
| 2008 | La favorita                    | Lara Pereira Fontini                          |
| 2010 | Passione                       | Clara Miranda Medeiros                        |
| 2012 | As Brasileiras                 | Liliane                                       |
| 2012 | ¿Pelea o amor?                 | Juliana de Alcântara Pereira Barreto          |
| 2013 | Preciosa perla                 | Aurora Lincoln                                |
| 2016 | Haja Coração                   | Constância Rigoni Di Marino (Tancinha)        |
| 2016 | Supermax                       | Bruna Sabino                                  |
| 2017 | Cidade Proibida                | Suzana                                        |
| 2018 | Se Eu Fechar os Olhos Agora    | Adalgisa Bastos                               |
| 2019 | Ilha de Ferro                  | Dra. Olívia Dias                              |
| 2021 | Nos Tempos do Imperador        | Luísa Margarida de Barros, Condessa de Barral |
| 2022 | Happy Hour com Mariana Ximenes | Presentador                                   |
| 2022 | Turma da Mônica - A Série      | Isabelle (Madame Frufru)                      |
| 2023 | Amor Perfeito                  | Gilda Torquato Rubião                         |
| 2024 | Mania de Você                  | Ísis dos Santos Cavalcanti                    |

#### Participaciones Especiales
- 1998 - Usted Decide - Valéria
- 1998 - Sandy & Junior - Vicky
- 2000 - La fuerza del deseo - Ângela
- 2001/2002 - Brava gente
  - La sonata - Luciana
  - Arioswaldo e o Lobisomem - Branca Luz
- 2002 - A Turma do Didi - Glorinha
- 2002 - Os Normais - Sônia
- 2003 - La Gran Familia - Ana / Nicole
- 2004 - Historias de Cama & Mesa - Carolina
- 2007 - Paraíso Tropical - Sonia Silva Weissman
- 2014 - A Mulher da Sua Vida
- 2014 - La Gran Familia - Lola Ferrara
- 2014 - Eu Que Amo Tanto - Leididai
- 2023 - Sólo confía - ella misma

### Cine
| Año  | Título                               | Personaje       | Nota(s)           |
| ---- | ------------------------------------ | --------------- | ----------------- |
| 1998 | Caminho dos Sonhos                   | Ruth Stern      |                   |
| 2001 | Dias de Nietzsche em Turim           | Júlia Fino      |                   |
| 2002 | O Invasor                            | Marina          |                   |
| 2003 | O Homem do Ano                       | Gabriela        |                   |
| 2003 | Uma Estrela Pra Ioiô                 | Ioiô            |                   |
| 2005 | Gaijin - Ama-me Como Sou             | Weronika Muller |                   |
| 2005 | Chicken Little                       | Abby Patosa     | Doblaje portugués |
| 2006 | A Máquina                            | Karina          |                   |
| 2006 | Muita Alegria e 40 Graus de Calor    |                 |                   |
| 2006 | Muito Gelo e Dois Dedos D'Água       | Roberta         |                   |
| 2008 | Miragem em Abismo                    |                 |                   |
| 2008 | A Mulher do Meu Amigo                | Renata          |                   |
| 2009 | Bela Noite para Voar                 | Princesa        |                   |
| 2009 | Hotel Atlântico                      | Diana           |                   |
| 2010 | Quincas Berro D'Água                 | Vanda Cunha     |                   |
| 2011 | Tela                                 | Andreia         |                   |
| 2012 | Os Penetras                          | Laura           |                   |
| 2012 | 31 minutos, la película              | Cachirula       | Doblaje portugués |
| 2012 | O Gorila                             | Cintia          |                   |
| 2013 | O Uivo da Gaita                      | Antônia         |                   |
| 2013 | O Rio nos Pertence!                  |                 |                   |
| 2014 | O Fim de Uma Era                     |                 |                   |
| 2015 | Quase Memória                        | Maria           |                   |
| 2016 | Zoom                                 | Michelle        |                   |
| 2016 | Prova de Coragem                     | Adri            |                   |
| 2016 | Uma Loucura de Mulher                | Lúcia Pimenta   |                   |
| 2016 | Um Homem Só                          | Josie           |                   |
| 2016 | Sing - Quem Canta Seus Males Espanta | Rosita          | Doblaje portugués |
| 2017 | Os Penetras 2 – Quem Dá Mais?        | Laura           |                   |
| 2017 | D.P.A - O Filme                      | Bibi Capa Preta |                   |
| 2017 | Gosto Se Discute                     | Ella misma      |                   |
| 2018 | O Grande Circo Místico               | Margarete       |                   |
| 2021 | L.O.C.A                              | Manuela Garcia  |                   |
| 2023 | Capitu e o Capítulo                  | Capitu          |                   |
| 2023 | Amores Pandêmicos                    | Bia             |                   |